# Koji Nakajima
Koji Nakajima (中島 浩司, Nakajima Koji) est un footballeur japonais né à Sakai le 20 août 1977. Il évolue au poste de milieu de terrain.

## Biographie
Koji Nakajima commence sa carrière professionnelle à Sendai. En 2003, il rejoint le JEF United Ichihara Chiba. Puis en 2009, il s'engage en faveur du Sanfrecce Hiroshima.
Koji Nakajima remporte deux Coupes de la Ligue avec le JEF United Ichihara Chiba.

## Vie privée
Koji Nakajima est le père de Yōtarō Nakajima, lui aussi footballeur professionnel jouant au poste de milieu de terrain.

## Palmarès
- Vainqueur du Championnat du Japon en 2012 avec Sanfrecce Hiroshima
- Vainqueur de la Coupe de la Ligue japonaise en 2005 et 2006 avec le JEF United Ichihara Chiba
- Finaliste de la Coupe de la Ligue japonaise en 2010 avec le Sanfrecce Hiroshima